# Tsurune
Tsurune (ツルネ -風舞高校弓道部- Tsurune: Kazemai Kōkō Kyūdō-bu?, "Club Kyūdō de Kazemai High School") es una serie de novelas ligeras japonesas escritas por Kotoko Ayano e ilustradas por Chinatsu Morimoto. La primera novela ganó un premio del juez especial en el concurso Kyoto Animation Award en 2016, y fue publicada por el estudio en diciembre de ese año.
Una adaptación de la serie a anime producida por Kyoto Animation se emitió desde el 22 de octubre de 2018 hasta el 21 de enero de 2019. Una película de anime se estrenó el 19 de agosto de 2022. Una segunda temporada se estrenará en enero de 2023.

## Sinopsis
Minato Narumiya solía estar en el club de kyūdō de su escuela secundaria hasta que cierto incidente en su último torneo hizo que decidiera dejar el tiro con arco para siempre. Cuando asiste a la escuela secundaria, sus amigos de la infancia Seiya Takehaya y Ryōhei Yamanouchi intentan obligarlo a unirse al club kyūdō de la escuela secundaria nuevamente, pero él se niega. Sin embargo, un encuentro con un hombre misterioso en un campo de tiro con arco en un bosque inspira a Minato a practicar el tiro con arco una vez más. Minato se une al Club Kyūdō de Kazemai High School y junto con sus viejos amigos y nuevos compañeros de equipo, Nanao Kisaragi y Kaito Onogi, aspiran a ganar el torneo de la prefectura.

## Personajes

### Club de tiro con arco de la escuela secundaria Kazemai
Minato Narumiya (鳴宮湊 Narumiya Minato?)
 Seiyū: Yūto Uemura
Minato es un estudiante de primer año, amigo de la infancia de Seiya y Ryohei además de ser un compañero de equipo de Shu y Seiya en la escuela secundaria. Está en el equipo de chicos de Kyudo. Él y Shu tenían el mismo maestro de tiro con arco antes de ir a la misma escuela secundaria. Su madre murió en un accidente que lo hirió y ahora realiza muchas tareas domésticas en su casa, como cocinar. Vive al otro lado de la calle de Seiya. Comienza la serie con pánico al objetivo, que en su caso se manifiesta como una tendencia a perder su flecha demasiado rápido y fallar al objetivo.
Seiya Takehaya (竹早静弥 Takehaya Seiya?)
 Seiyū: Aoi Ichikawa
Seiya es un estudiante de primer año, amigo de la infancia de Minato y Ryohei y compañero de equipo de Shu y Minato en la escuela secundaria. También es el jefe del club y el capitán del equipo masculino. Seiya es inteligente, el primero en su clase en Kazemai, y aunque no le gusta hablar de sí mismo, obviamente valora mucho su relación con Minato, incluso hasta el punto de dejar el más prestigioso sistema escolar Kirisaki para seguirlo a Kazemai, queriendo convencerlo de reiniciar en Kyudo.
Ryōhei Yamanouchi (山之内遼平 Yamanouchi Ryōhei?)
 Seiyū: Ryōta Suzuki
Ryohei es un estudiante de primer año, amigo de la infancia de Minato y Seiya. Fue a una escuela secundaria diferente como sus amigos, pero se reencontró con ellos en la escuela secundaria. Está en el equipo de chicos de Kyudo. Es un novato relativo, ya que comenzó Kyudo al final de la escuela secundaria después de ver a Minato en un partido.
Nanao Kisaragi (如月七緒 Kisaragi Nanao?)
 Seiyū: Shōgo Yano
Nanao es estudiante de primer año. También es primo de Kaito. Está en el equipo de chicos de Kyudo. Es alegre y aparentemente superficial y tiene muchas admiradoras.
Kaito Onogi (小野木海斗 Onogi Kaito?)
 Seiyū: Kaito Ishikawa
Kaito es un estudiante de primer año. También es primo de Nanao. Está en el equipo de chicos de Kyudo. Se toma el Kyudo muy en serio y es muy crítico con aquellos que cree que no lo hacen. Muchos principiantes de primer año en el club citaron su miedo a él como una razón para dejar el club.
Rika Seo (妹尾 梨可 Seo Rika?)
 Seiyū: Yō Taichi
Rika es una estudiante de primer año. Ella es la capitana del equipo femenino. Las otras chicas la admiran mucho.
Noa Shiragiku (白菊 乃愛 Shiragiku Noa?)
 Seiyū: Ayaka Nanase
Noa es una estudiante de primer año. Ella está en el equipo de chicas de Kyudo.
Yūna Hanazawa (花沢 ゆうな Hanazawa Yūna?)
 Seiyū: Miyuri Shimabukuro
Yuna es una estudiante de primer año. Ella está en el equipo de chicas de Kyudo.
Tomio Morioka (森岡 富男 Morioka Tomio?)
 Seiyū: Katsumi Suzuki
Tomio, también llamado Tommy-sensei o Oni Archer, es el maestro que actúa como consejero del Kyūdō Club. Tiene un rango de 6 dan en tiro con arco, pero a menudo se le sale la espalda poco después de disparar.
Masaki Takigawa (滝川 雅貴 Takigawa Masaki?)
 Seiyū: Shintarō Asanuma
Masaki es un sacerdote mayor del santuario de Yuta, y luego se convierte en el entrenador del club de Kyudo. Tiene un rango de 5 dan en Kyudo. En un momento, él, como Minato, tuvo "pánico al objetivo" y perdió temporalmente su capacidad de disparar correctamente.

### Club de tiro con arco de la escuela secundaria Kirisaki
Shū Fujiwara (藤原 愁 Fujiwara Shū?)
 Seiyū: Kenshō Ono
Shu es un estudiante de primer año, también excompañero de equipo de Minato y Seiya en la escuela secundaria. Él y Minato tenían el mismo maestro de tiro con arco antes de ir a la misma escuela secundaria. Es estoico y solitario, valora su rivalidad con Minato, pero considera que las motivaciones diferentes a las suyas son indignas.
Daigo Sase ( Sase Daigo?)
 Seiyū: Yu Miyazaki
Daigo es un estudiante de tercer año. También es el Vice-Capitán del Kyudo Club.
Senichi Sugawara ( Sugawara Senichi?)
Seiyū: Yūsuke Kobayashi
Senichi es un estudiante de primer año. Es el gemelo idéntico de Manji, que está en el mismo club. Aparentemente intercambiables con su hermano, se burlan brutalmente de los competidores y desprecian a los que no consideran talentosos. Ambos usan un estilo de lanzamiento inusualmente rápido, pero siguen siendo arqueros muy precisos.
Manji Sugawara ( Sugawara Manji?)
 Seiyū: Kōhei Amasaki
Manji es un estudiante de primer año. Es el gemelo idéntico de Senichi, que está en el mismo club.
Hiroki Motomura ( Motomura Hiroki?)
 Seiyū: Takuma Terashima
Hiroki es un estudiante de tercer año, también es el Capitán del Kyudo Club.

## Media

### Novelas ligeras
| Volúmenes de novelas ligeras publicadas | Volúmenes de novelas ligeras publicadas | Volúmenes de novelas ligeras publicadas |
| Número                                  | Fecha de publicación                    | ISBN                                    |
| --------------------------------------- | --------------------------------------- | --------------------------------------- |
| 1                                       | 26 de diciembre de 2016                 | ISBN 978-4-907064-59-4                  |
| 2                                       | 9 de febrero de 2018                    | ISBN 978-4-907064-77-8                  |
| 3                                       | 19 de agosto de 2022                    | ISBN 978-4-910052-29-8                  |

### Anime
La adaptación de una serie de anime originalmente estaba programada para estrenarse el 15 de octubre, pero debido a problemas de organización, la serie se estrenó del 22 de octubre de 2018 al 21 de enero de 2019 en NHK. La serie fue producida por Kyoto Animation y fue dirigida por Takuya Yamamura, con Michiko Yokote manejando los guiones de la serie y Miku Kadowaki diseñando los personajes. Harumi Fūki compuso la música de la serie. El tema de apertura es «Naru» de Luck Life, y el tema final es «Orange-iro» (オレンジ色?)  de ChouCho. La serie fue transmitida simultáneamente por Crunchyroll. Sentai Filmworks adquirió la serie para su distribución en Norteamérica, Australasia, Sudamérica y otros territorios. Un episodio número 14 no emitido se proyectó en un evento el 3 de marzo de 2019 y se lanzó con el primer Blu-ray/DVD el 1 de mayo de 2019, y Crunchyroll lo lanzó más tarde en inglés.
El 22 de octubre de 2020, se reveló que la serie recibiría un nuevo proyecto de película de anime. Titulada Gekijōban Tsurune: Hajimari no Issha, la película se estrenó en Japón el 19 de agosto de 2022. La mayoría del personal principal está retomando sus papeles del anime televisivo. Takuya Yamamura también se encargará de los guiones con la supervisión de Michiko Yokote, mientras que Masaru Yokoyama reemplazará a Harumi Fūki como compositor de la película.
El día del estreno de la película, se anunció que la serie recibiría una segunda temporada, titulada Tsurune: Tsunagari no Issha, con Yamamura regresando como director. Se estrenará en enero de 2023.